# ميشال شير
ميشال شير سيجمان (بالعبرية: מיכל שיר סגמן) (من مواليد 18 نوفمبر 1979) سياسية إسرائيلية. لقد عضوًا في الكنيست عن الليكود بين العامين 2019 و2020.

## السيرة الشخصية
نشأت شير في جفعاتايم. هي ابنة مايكل شير، محرر جريدة الأطفال Etzbeoni. لقد انضمت إلى الليكود في سن الرابعة عشرة، وشاركت في إنشاء البؤرة الاستيطانية معاليه يسرائيل. كما خدمت في قاعدة تدريب باهاد 12 خلال خدمتها الوطنية ودرست للحصول على درجة البكالوريوس في العلوم السياسية في جامعة بار إيلان.
عملت شير مع جدعون ساعر عندما كان رئيس حزب الليكود خلال فترة الحزب في المعارضة بين عامي 2006 و2009، وعندما أصبح وزيرًا للتربية في عام 2009. تم وضعها في المرتبة التاسعة والعشرين على قائمة الليكود لانتخابات أبريل 2019 وهي خانة مخصصة لممثل لواء تل أبيب. تم انتخابها للكنيست حيث حصل الليكود على 36 مقعدًا. أعيد انتخابها في سبتمبر 2019 و2020.
في 16 يوليو 2020 تصدرت عناوين الصحف بانتقادها استجابة رئيس الوزراء نتنياهو ذات الدوافع السياسية لوباء كوفيد-19. وقالت عضو الكنيست شير «أنا فخورةٌ بعضوية الليكود»، لكنها أضافت أن نتنياهو يجب أن يقبل النقد دون «اتهام أي شخص يشك أو يعبر عن القلق بأنه متطرف أو يساري». في ديسمبر 2020، أعلنت أنها ستنضم إلى حزب جدعون ساعر الجديد، الأمل الجديد واستقالت من الكنيست. لقد احتلت المركز التاسع على قائمة الأمل الجديد لانتخابات عام 2021، وفقدت مقعدًا حيث فاز الأمل الجديد بستة مقاعد. ومع ذلك، فقد دخلت الكنيست مرة أخرى في يوليو 2021 كبديل لساعر، عندما تخلى عن مقعده بموجب القانون النرويجي.

## الحياة الشخصية
شير متزوجة ولديها طفلان.

## روابط خارجية
- ميشال شير على الموقع الإلكتروني للكنيست